# Plecoptera arctinotata
Plecoptera arctinotata är en fjärilsart som beskrevs av Walker 1865. Plecoptera arctinotata ingår i släktet Plecoptera och familjen nattflyn. Inga underarter finns listade i Catalogue of Life.